# Hornyák Ágnes
Hornyák Ágnes (Mátészalka, 1982. szeptember 2. –) magyar kézilabdázó, a Győri Audi ETO KC korábbi, a Budaörs Handball jelenlegi játékosa, és a magyar válogatott korábbi tagja.

## Sportpályafutása
A váci csapattal többször is kivívta a Kupagyőztesek Európa Kupájában való indulás jogát, és ezeken a nemzetközi meccseken is meghatározó tagja volt csapatának, mind támadásban, mind védekezésben.
Első válogatott mérkőzését 2005. március 2-án Dunaújvárosban Dánia ellen vívta. A nemzeti csapatban elsősorban védekező pozícióban kap játéklehetőséget.
2012 októberétől gyermekvállalás miatt nem szerepel mérkőzéseken. Visszatérése után részese volt a győri csapat két bajnokok ligája győzelmének. Az utolsó egy-két évben azonban kevesebb játéklehetőséget kapott és a lejáró szerződését sem hosszabbította meg a klub, ezért távozni kényszerült. Végül a francia élvonalban szereplő OGC Nice Handball játékosa lett, amellyel 1+1 éves szerződést kötött 2015-ben.
2016-ban visszatért Magyarországra, és az élvonalbeli Budaörs Handball-hoz igazolt, ahol nem csak játékosként, hanem szakmai igazgatóhelyettesként is számítanak rá.

## Eredményei
- Olimpiai 4. helyezett (2008)
- VB 8. helyezett (2007)

```
VB 3.helyezett-Szentpétervár
```

- EB 5. helyezett (2006)
  - 8. helyezett (2008)
- Női EHF-bajnokok ligája:
  - győztes: (2013, 2014)
  - ezüstérmes (2009)
  - elődöntős (2007, 2008, 2010, 2011)
- 6-szoros magyar bajnok (2008, 2009, 2010, 2011, 2012, 2013)
  - ezüstérmes (2007)
- 8-szoros magyarkupa-győztes (2006, 2007, 2008, 2009, 2010, 2011, 2012, 2013)

## Díjai
- Magyar Köztársasági Ezüst Érdemkereszt (2008)

## Családja
Volt férje Boczkó Gábor világbajnok és olimpiai ezüstérmes párbajtőröző. Gyermekük Áron 2013 áprilisában született.